# قشلاق حاج حسين خان (مقاطعة بيله سوار)
قشلاق حاج حسین خان (بالفارسية: قشلاق حاج‌حسین‌خان) هي منطقة سكنية تقع في إيران في أردبيل. يقدر عدد سكانها بـ 139 نسمة .